# Новомихайловка (район имени Габита Мусрепова)
Новомихайловка (каз. Новомихайловка) — упразднённое село в районе имени Габита Мусрепова Северо-Казахстанской области Казахстана. Входило в состав Приишимского сельского округа.

## Население
По данным переписи 1999 года в селе проживал 207 человек (104 мужчины и 103 женщины).